# Аисты-разини
Аисты-разини (лат. Anastomus) — род птиц из семейства аистовых (Ciconiidae), включающий два вида: африканского аиста-разиню (Anastomus lamelligerus) и индийского аиста-разиню (Anastomus oscitans). Первый из них обитает в Африке южнее Сахары и на Мадагаскаре, второй встречается в Южной и Юго-Восточной Азии. Аисты-разини отличаются серебристым оперением, сочетающимся с чёрными элементами, часто встречаются и белые особи. У взрослых особей при закрытом клюве в середине между надклювьем и подклювьем остается просвет. Клюв приспособлен для обращения со створками мидий и других моллюсков, которыми они питаются. Помимо моллюсков в их пищу входят небольшие ракообразные.

## Галерея

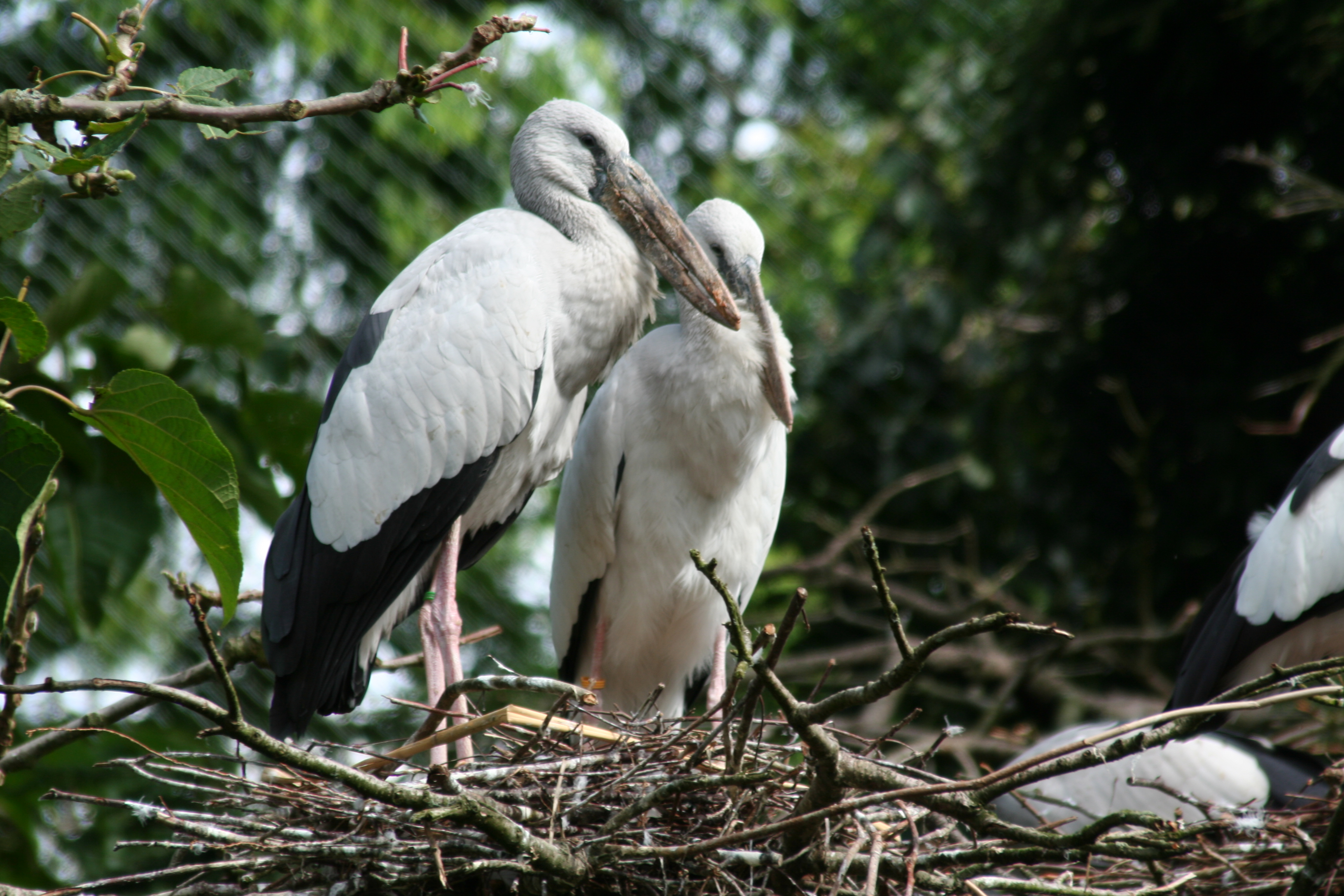
Индийские аисты-разини
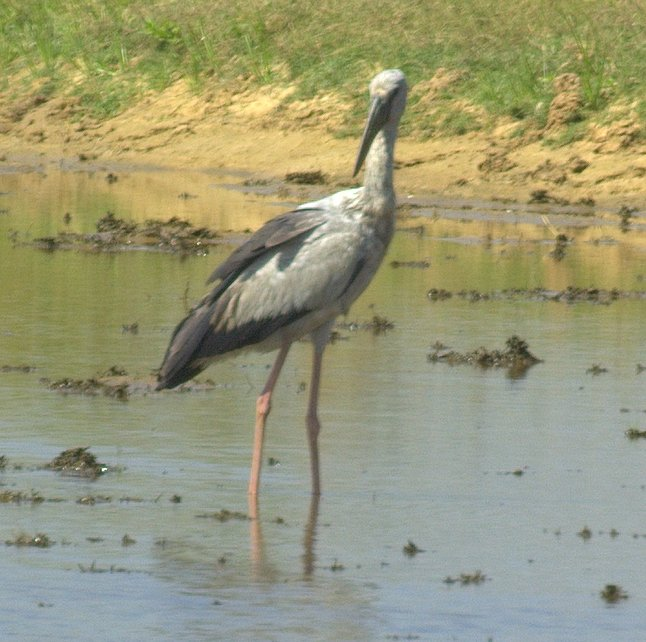
Индийский аист-разиня
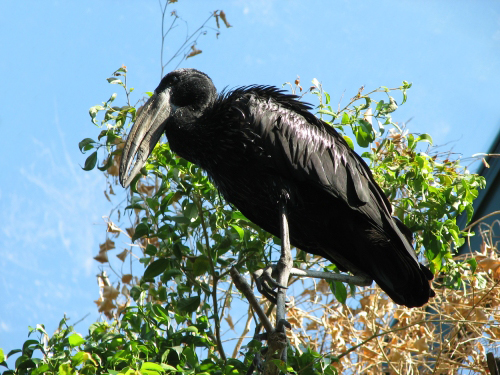
Африканский аист-разиня
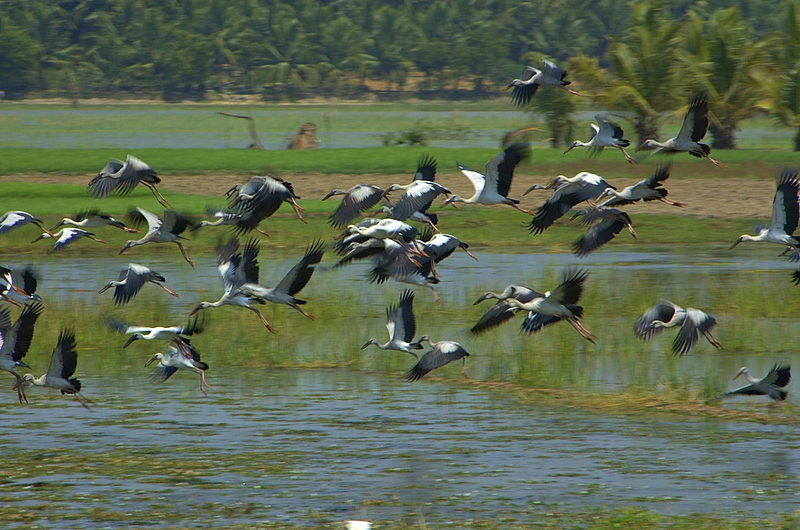
Индийские аисты-разини